# Эскич, Никола
Никола Эскич (серб. Никола Ескић; 19 декабря 1997, Биелина, Республика Сербская, Босния и Герцеговина) — сербский и боснийский футболист, полузащитник.

## Клубная карьера
15 февраля 2017 года подписал контракт с клубом «Напредак». 8 марта 2017 года в матче против клуба «Спартак» Суботица дебютировал в чемпионете Сербии.
6 августа 2021 года перешёл в «Брегалница» Штип.
15 июля 2022 года стал игроком литовского клуба «Ритеряй».
18 февраля 2023 года подписал контракт с клубом «Аксу».

## Карьера в сборной
28 мая 2018 года дебютировал за сборную Боснии и Герцеговины до 21 года в матче со сборной Албании до 21 года (2:0), выйдя на замену на 56-й минуте вместо Николы Дуяковича.

## Клубная статистика
| Игровая карьера | Игровая карьера   | Игровая карьера | Лига | Лига | Кубок | Кубок | Межд. | Межд. | Др. | Др. |
| --------------- | ----------------- | --------------- | ---- | ---- | ----- | ----- | ----- | ----- | --- | --- |
| 2018/19         | Напредак          | А               | 28   | 2    | 2     | 0     | —     | —     | —   | —   |
| 2019/20         | Напредак          | А               | 20   | 1    | 1     | 0     | —     | —     | —   | —   |
| 2020/21         | Бачка             | А               | 33   | 0    | 1     | 0     | —     | —     | —   | —   |
| 2021/22         | Брегалница (Штип) | А               | 28   | 2    | 1     | 0     | —     | —     | —   | —   |
| 2022            | Ритеряй           | А               | 15   | 0    | 1     | 0     | —     | —     | —   | —   |
| 2023            | Аксу              | А               | 16   | 0    | 1     | 0     | —     | —     | —   | —   |